# El joc del penjat
El joc del penjat (en castellà original, El juego del ahorcado) és una pel·lícula dramàtica espanyola del 2008 dirigida per Manuel Gómez Pereira, director de Cosas que hacen que la vida valga la pena o El amor perjudica seriamente la salud. Està basada en una novel·la d'Imma Turbau i protagonitzada per Clara Lago i Álvaro Cervantes.

## Sinopsi
Girona 1989. Sandra i David són amics i companys d'aventures des de la infància. Quan aconsegueixen l'adolescència, sembla lògic que la seva amistat derivi en una relació més profunda, però un esdeveniment imprevisible colpeja brutalment a cadascun per separat, alterant el curs que seguien les seves vides d'estudiants. Des d'aquest moment, Sandra es convertirà en una supervivent i David en el guardià del seu secret. Junts, sense parlar-ho mai en veu alta, mantenen la seva relació de còmplices. S'enamoren desesperadament, amb la innocència i la crueltat dels nens, fins que la vida empeny Sandra a travessar el llindar d'aquest secret, descobrint l'única cosa que David mai li ha explicat, i que els deixarà marcats a tots dos per sempre.

## Repartiment
- Clara Lago - Sandra.
- Álvaro Cervantes - David.
- Adriana Ugarte - Olga.
- Abel Folk - Pare de Sandra
- Victòria Pagès - Mare de Sandra.
- Víctor Valdivia - Rafa.
- Boris Ruiz - Pare de David.
- Àngels Bassas - Mare de David.
- Mary Murray - Margaret.
- Cristina Brondo - Dolo.
- Antonio Higueruelo - Toni.
- Nacho Fernández - David 8 anys.
- Carlota Moriën - Sandra 7 anys.
- Juanma Falcón - Carlos.
- Carles Sales - Cura d'Ètica.
- Ester Bove - Directora Col·legi
- Francesc Martinell - Violador.
- Michael Sheehan - Paddy.
- Sergi Barreda - Jaime
- Diego Casado - Company David
- Fran Carnacea - Borratxo
- Guerau Martínez - Noi classe Sandra
- Andrea Guasch – Noia col·legi
- Miriam Tortosa – Germana desapareguda
- Quim Vila - Policia Declaració
- Oriol Tarrasón - Policia Passaport
- Genis Mayola - Cura 1980
- Raúl Gómez - Jugador Billar
- Álex Batllori - Jugador 1
- Marcos Aguilera - Jugador 2
- Jill Mongey - Mujer Guardarropa
- Damien Devaney – Cambrer Restaurant Dublín
- Jordi Ballester – Sergent
- Álex Martínez - Noi Basket 1
- Oriol Carreras - Noi Basket 2
- Sergi Ruíz - Recluta 1
- Ferrán Hidalgo - Recluta 2
- Javier Valdés – Amo cotxe
- Luz Juanes – Dona amo cotxe
- Anthony Maxwell - Tatuador

## Premis i nominacions
XXIII Premis Goya
| Categoria              | Persona           | Resultat |
| ---------------------- | ----------------- | -------- |
| Millor actor revelació | Álvaro Cervantes  | Candidat |
| Millor música original | Bingen Mendizábal | Candidat |